# Франку-да-Роша (микрорегион)

Франку-да-Роша на карте.

Франку-да-Роша (порт. Microrregião de Franco da Rocha) — микрорегион в Бразилии, входит в штат Сан-Паулу. Составная часть мезорегиона Агломерация Сан-Паулу. 
Население составляет 	453 561	 человек (на 2010 год). Площадь — 	600,115	 км². Плотность населения — 	755,79	 чел./км².

## Демография
Согласно сведениям, собранным в ходе переписи 2010 г. Национальным институтом географии и статистики (IBGE), население микрорегиона составляет:						
| Полное население                             | Полное население                             | Полное население                             | Полное население                             | 453 561 |
| -------------------------------------------- | -------------------------------------------- | -------------------------------------------- | -------------------------------------------- | ------- |
| в том числе:                                 | Городское население                          | 430 538                                      | Процент городского населения, %              | 94,92   |
|                                              | Сельское население                           | 23 023                                       | Процент сельского населения, %               | 5,08    |
|                                              | Мужское население                            | 227 371                                      | Процент мужского населения, %                | 50,13   |
|                                              | Женское население                            | 226 190                                      | Процент женского населения, %                | 49,87   |
| Плотность населения, чел/км²                 | Плотность населения, чел/км²                 | Плотность населения, чел/км²                 | Плотность населения, чел/км²                 | 755,79  |
| Население микрорегиона в % к населению штата | Население микрорегиона в % к населению штата | Население микрорегиона в % к населению штата | Население микрорегиона в % к населению штата | 1,10    |

## Статистика
- Валовой внутренний продукт на 2003 составляет 2 265 038 916,00 реалов (данные: Бразильский институт географии и статистики).
- Валовой внутренний продукт на душу населения на 2003 составляет 5340,84 реалов (данные: Бразильский институт географии и статистики).
- Индекс развития человеческого потенциала на 2000 составляет 0,775 (данные: Программа развития ООН).

## Состав микрорегиона
В составе микрорегиона включены следующие муниципалитеты:
1. Каейрас
2. Франсиску-Морату
3. Франку-да-Роша
4. Майрипоран